# Lumpsum
Lumpsum is een betaling die in een keer wordt gedaan en niet in delen, ook wel partijprijs genoemd, of een forfaitaire of vaste prijs.
Meer specifiek is lumpsum de financiering van scholen door de Nederlandse overheid, in Vlaanderen enveloppenfinanciering genoemd. De lumpsumregeling is het honorariumsysteem voor medisch specialisten en andere beroepsgroepen binnen de Nederlandse gezondheidszorg. Lump-sumbelasting, ook wel hoofdgeld genoemd, is een belasting die voor iedereen even hoog is.

## Lumpsumfinanciering scholen
De Nederlandse en Vlaamse overheid wil aan scholen vrijheid geven in de besteding van de overheidsfinanciering. In 1986 voerde de Vlaamse overheid daartoe een subsidieregeling voor de hogescholen in. De hogeschool kon geheel zelfstandig beslissen over de aanwending van de middelen. In Nederland werd deze wijze van financiering op een bredere schaal ingevoerd. In 1995 werd de lumpsumfinanciering ingevoerd in het voortgezet onderwijs. In 2006 werd de lumpsumfinanciering ingevoerd in het basisonderwijs.  
Uitgangspunt is deregulering en autonomievergroting van het onderwijs. Het onderwijs heeft meer vrijheid om zelf keuzes te maken wat betreft de inrichting van het onderwijs en de rol die het inneemt in de eigen maatschappelijke omgeving. Men veronderstelt dat daarmee het onderwijs beter matcht met de eigenheid van de school en de plaats waar de school is gevestigd. 
De lumpsumfinanciering houdt in dat de besturen van scholen een vergoeding krijgen op grond van het aantal ingeschreven leerlingen op 1 oktober in euro's in plaats van formatierekeneenheden. Omdat scholen verschillen in de leeftijdsopbouw van het personeel wordt hiervoor gecorrigeerd. In 2011 toonde een beperkt opgezet onderzoek echter aan dat deze correctie waarschijnlijk niet (meer) toereikend was. Dit bedrag wordt ineens (vergelijk andere betekenis lump sum) uitgekeerd aan het bovenschoolsbestuur zodat deze kan bepalen waaraan zij dit budget gaan besteden. De specifieke toebedeling die voorheen bestond (namelijk gericht op personeel versus materieel en toegewezen aan een afzonderlijke school) werd daarmee losgelaten. Deze vrijheid ging gepaard met zwaardere eisen wat betreft een code 'governance' of 'goed bestuur', met name wat betreft openheid en informatievoorziening.

## Lump-sumbelasting
Een lump-sumbelasting is een heffing met een vast bedrag, ongeacht wie de belastingplichtige is of in welke situatie de belasting verschuldigd is. De belastingbetaler kan de hoogte van de belasting dus niet beïnvloeden door zijn gedrag. Een vergelijkbare definitie kan men hanteren voor een lump-sumsubsidie of een lump-sumbetaling. Daarmee onderscheidt zich de lump-sumbelasting van bijvoorbeeld de inkomensafhankelijke, vermogensafhankelijke, investeringsafhankelijke of gebruiksafhankelijke belastingvormen. Een lump-sumbelasting is regressief. Dat wil zeggen dat hoe lager iemands inkomen is, des te hoger wordt hij relatief gezien belast. Een voorbeeld is de hondenbelasting.